# Crempigny-Bonneguête
Crempigny-Bonneguête település Franciaországban, Haute-Savoie megyében. Lakosainak száma 325 fő (2022. január 1.). Crempigny-Bonneguête Clermont, Droisy, Menthonnex-sous-Clermont, Versonnex és Vallières-sur-Fier községekkel határos.

## Népesség
A település népességének változása:
| Lakosok száma | 289  | 308  | 315  | 316  | 317  | 319  | 321  | 321  | 325  |
|               | 2013 | 2015 | 2016 | 2017 | 2018 | 2019 | 2020 | 2021 | 2022 |